# Килмэнхем (тюрьма)

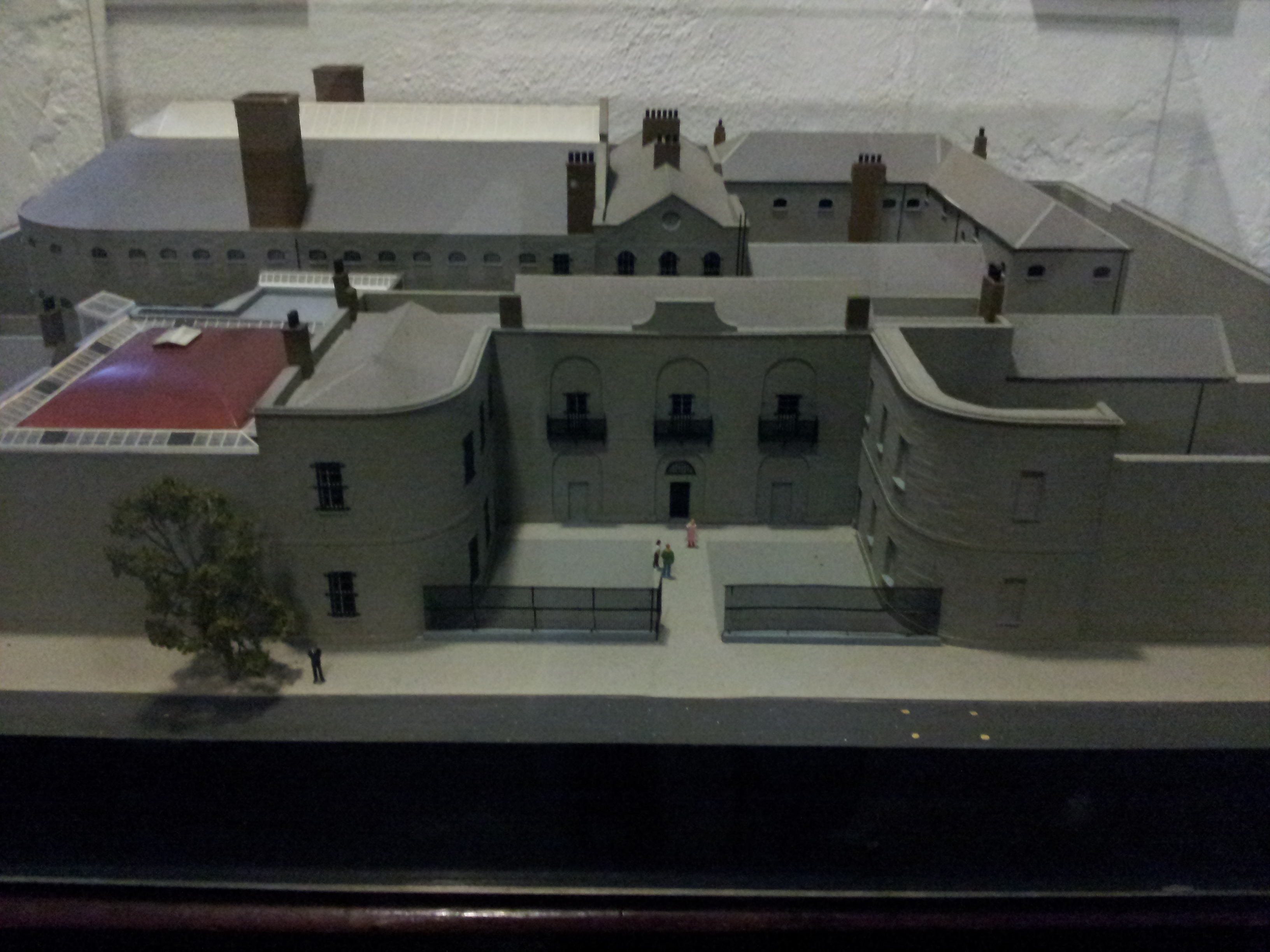
Макет тюрьмы Килмэнхем

Килмэнхем (англ. Kilmainham Gaol, ирл. Príosún Chill Mhaighneann) — бывшая тюрьма в Дублине, в настоящее время является музеем. В XVIII — начале XX веков использовалась британскими властями для содержания заключённых, в том числе многих борцов за независимость Ирландии, а также как место казней. С 1980-х годов работает как музей.

## История

### C XVIII века до провозглашения независимости Ирландии
Тюрьма Килмэнхем была построена в 1796 году, и первоначально неофициально называлась «Новая тюрьма», для различия со старой дублинской тюрьмой, располагавшейся в нескольких сотнях метров от неё. Официально она называлась «тюрьма графства Дублин», и находилась в ведении Большого жюри (судейской коллегии) графства Дублин.
Первоначально места для казней располагались в передней части тюрьмы. В 1798 году здесь казнили первого узника – Генри Маккрэкена. После 1820-х годов казни в тюрьме Килмэхем совершались достаточно редко. В 1891 году была построена специальная камера для казней на первом этаже, между Западным и Восточном крылом.
Первоначально мужчины, женщины и дети содержались в тюрьме в общих камерах; камеры площадью примерно 28 квадратных метров были рассчитаны на содержание 5 человек, в камеру выдавалась одна свеча на две недели, которая сгорала гораздо раньше, и оставшееся время заключённые находились во мраке и холоде.
В тюрьме содержались взрослые и дети с 7-летнего возраста, некоторые из заключённых были перевезены в Килмэнхем из Австралии. Женщины-заключённые содержались в условиях худших, чем мужчины. Один тюремный инспектор в 1809 году отметил, что заключенные-мужчины снабжены железными кроватями, в то время как женщины спят на соломе в камерах и общих залах. Полвека спустя произошло некоторое улучшение условий, но женские камеры, расположенные в Западном крыле тюрьмы, оставались переполненными.
За время своего существования тюрьма получила прозвище «Ирландской Бастилии», поскольку в ней содержались как осуждённые за уголовные преступления, так и видные деятели ирландского национализма и борцы за независимость Ирландии. Большинство лидеров восстаний 1798, 1803, 1848, 1867 и 1916 годов находились в заключении в Килмэнхеме. Здесь были казнены члены подпольной вооружённой группировки, убившие в 1882 году министра по делам Ирландии Фредерика Кавендиша. В тюрьме Килмэнхем в 1881—1882 годах также отбывал срок Чарльз Стюарт Парнелл вместе с большей частью своих парламентских коллег, и здесь же он подписал соглашение с правительством Уильяма Гладстона, получившее название Килмэнхемское соглашение.
В период войны за независимость Ирландии (1919—1921), в тюрьме Килмэнхем содержались многие противники договора с Великобританией, а во время гражданской войны 1922—1923 годов четверо противников Ирландской республики были расстреляны во дворе тюрьмы, после чего тюрьма Килмэнхем была закрыта по решению правительства Ирландского Свободного государства в 1924 году.

### После провозглашения независимости Ирландии
В 1920-х годах неоднократно возникали предложения восстановить тюрьму Килмэнхем как место заключения, но окончательно от этих планов власти Ирландии отказались в 1929 году. В 1936 году правительство Ирландии рассмотрело предложение о сносе тюрьмы, но отказалось ввиду высокой цены работ. В конце 1930-х годов интерес к зданию проявила Национальная мемориальная ассоциация, предложившая сохранить его как музей и мемориал Пасхального восстания. В связи с началом Второй мировой войны реализация этого плана была отложена.
Экспертиза состояния здания, проведённая после войны, показала, что тюрьма находится в полуразрушенном состоянии. В связи с этим представители Министерства общественных работ предложили сохранить тюремный двор и ряд камер, а остальную часть здания снести, но это предложение не было принято. В 1953 году аппарат премьер-министра вновь рассмотрел предложение Национальной мемориальной ассоциация восстановить тюрьму и создать музей на месте, но никаких действий предпринято не было и состояние здания продолжало ухудшаться.
С конца 1950-х годов в Ирландии развернулось общественное движение за сохранение тюрьмы Килмэнхем. В 1958 году Лоркан Леонард, инженер из Дублина, с группой единомышленников, создал Общество восстановления тюрьмы Килмэнхем. Во избежание политических разногласий члены Общества изначально договорились, что проект восстановления тюрьмы не должен затрагивать события периода гражданской войны, а будет посвящён идее единой национальной борьбы за независимость Ирландии. Проект Леонарда и его единомышленников предусматривал восстановление тюрьмы и создание в ней музея за счёт добровольных пожертвований и труда волонтёров. Правительство Ирландии благосклонно отнеслось к этой инициативе. В феврале 1960 подробный план восстановления тюрьмы, предусматривавший, в частности, её развитие как туристической достопримечательности, получил одобрение министерства финансов Ирландии. В мае того же года состоялась символическая передача ключей от тюрьмы Попечительскому совету, в состав которого входило 5 человек, назначенных Обществом восстановления тюрьмы Килмэнхем, и 2 человека со стороны правительства. Попечительский совет обязался вносить номинальную арендную плату за здание тюрьмы в размере одного пенни в год на протяжении 5 лет с последующей передачей отреставрированного здания правительству. После этого команда из 60 волонтёров приступила к работам. К 1962 году от мусора и сорняков был полностью очищен двор тюрьмы, где проходили казни участников Пасхального восстания и почти полностью восстановлена часть тюрьмы викторианской эпохи. Здание тюрьмы было окончательно восстановлено в 1971 году, когда в тюремной часовне были отремонтированы пол и потолок, реконструирован алтарь, и она вновь открылась для посещений.
В настоящее время в здании тюрьмы действует музей по истории ирландского национализма, в нём проводятся регулярные экскурсии. На верхнем этаже здания расположена художественная галерея, где демонстрируются картины, скульптуры и ювелирные изделия, изготовленные в местах лишения свободы современной Ирландии.

## Известные заключённые
- Генри Джой Мак-Кракен, 1796
- Оливер Бонд, 1798
- Джеймс Бартоломью Блэкуэлл, 1799
- Джеймс Неппер Тэнди, 1799
- Роберт Эммет, 1803
- Энн Девлин, 1803
- Томас Рассел, 1803
- Майкл Дуайер, 1803
- Уильям Смит О’Брайен, 1848
- Томас Фрэнсис Мигер, 1848
- Иеремия О’Донован, 1867
- Джон О’Коннор Пауэр, 1868
- Джозеф Эдвард Кенни, 1881
- Чарльз Стюарт Парнелл, 1881
- Уильям О’Брайен, 1881
- Джеймс Джозеф О'Келли, 1881
- Джон Диллон, 1882
- Вилли Редмонд, 1882
- Джо Брэди, 1883
- Даниэль Керли, 1883
- Тим Келли, 1883
- Томас Кэффри, 1883
- Майкл Фаган, 1883
- Майкл Дэвитт (1870—1877)
- Патрик Пирс, 1916
- Томас Кларк, 1916
- Томас Макдона, 1916
- Джеймс Коннолли, 1916
- Джозеф Планкетт, 1916
- Шон Макдермотт, 1916
- Имон Кент, 1916

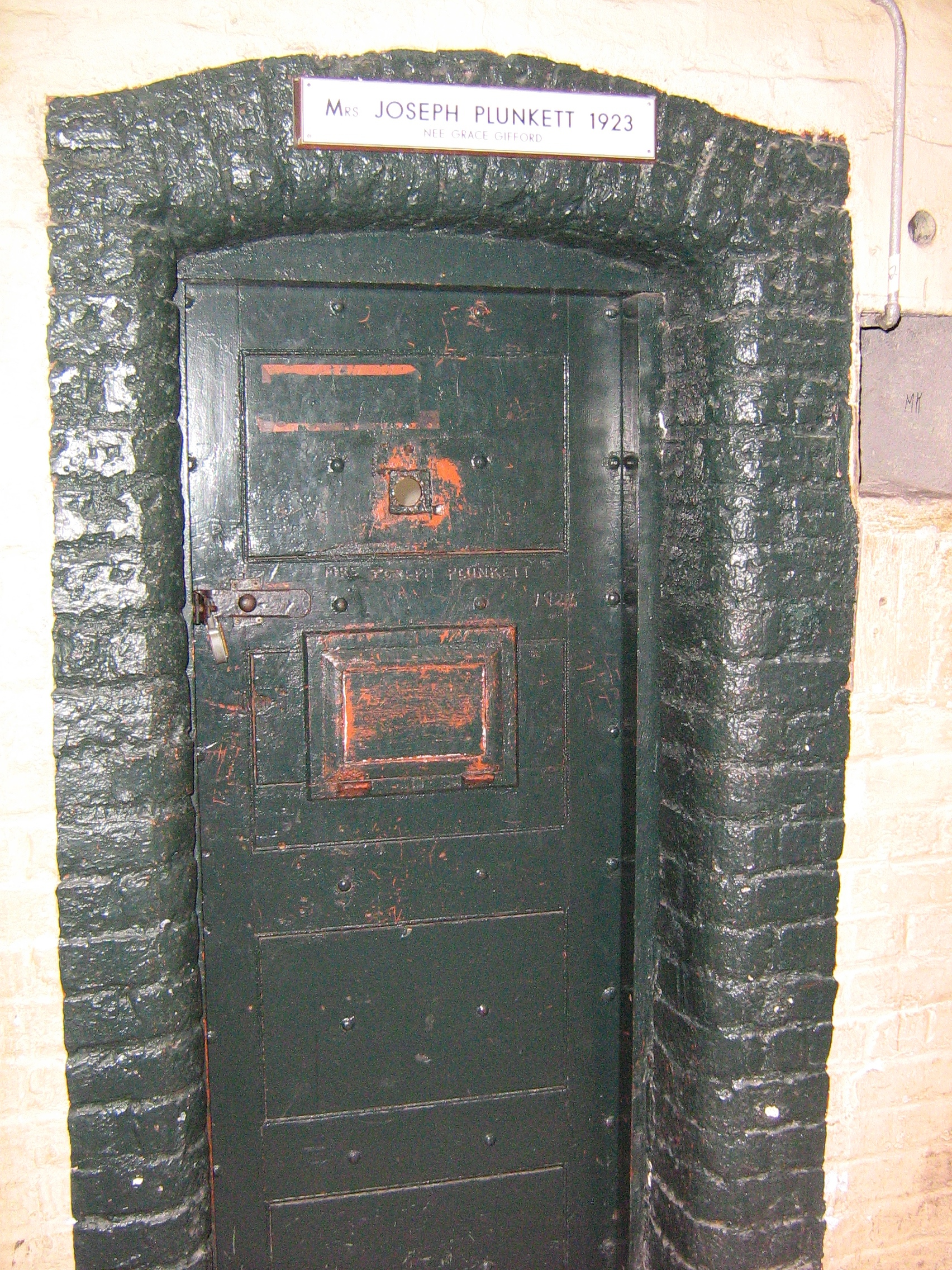
Дверь камеры, где содержался Джозеф Планкетт.

- Вилли Пирс (младший брат Патрика Пирса), 1916
- Конн Кольбер , 1916
- Констанция Маркевич, 1916
- Имон де Валера, 1916
- Питер Пол Галлиган, 1916
- Майкл O’Хэнрехен, 1916
- Эдвард Дэли, 1916
- Грейс Гиффорд (жена Джозефа Планкетта), 1922
- Эрни О’Мэлли, во время войны за независимость и гражданской войны
- Пидер О’Доннелл, во время Гражданской войны
- Мэйрид Де Лапп.